# Fruitafossor
Fruitafossor windscheffeli é um mamífero pré-histórico descoberto em 2005. Comedor de térmitas, que terá vivido no Jurássico, há cerca de 150 milhões de anos. A sua descrição foi feita com base num esqueleto surpreendentemente bem conservado e encontrado em 31 de Março de 2005 em Fruita (Colorado). É semelhante a um papa-formigas e a sua alimentação teria sido à base de insectos sociais. Outras características do seu esqueleto permitem inferir que estes animais não terão descendentes actuais. Isto indica que a especialização associada à alimentação com base em formigas e térmitas evoluiu várias vezes nos mamíferos ao longo da sua história.